# Altay (China)
Altay is een stad met 176.000 inwoners in de Chinese autonome regio Xinjiang, op zo'n 70 kilometer van de grens met Mongolië en een paar honderd kilometer verwijderd met de grens met Rusland.
In aanloop naar de Olympische winterspelen van 2022 is een begin gemaakt met het aanbieden van wintersportfaciliteiten.